# Sukaq
Sukaq var det første politiske parti på Grønland som blev stiftet i 1969 af Knud Hertling. Partiet er i dag opløst. 
Partiet havde som mål at kæmpe for at øge den grønlandsk selvstændighed og eget hjemmestyre. Rigtigt nok kæmpede Hertling og partiet primært for selvstændighed indenfor Rigsfællesskabet, som Færøerne havde, men da Hertling blev grønlandsminister, var partiet fortsat det eneste parti i Grønland og da han siden fandt det vanskeligt at samarbejde med kun et parti, valgte han at opløse partiet. Da det socialdemokratiske parti Siumut blev etableret, meldte mange fra Sukaq sig ind i dette parti. 
Ordet Sukaq er oprindeligt navnet på bærestolpen i de traditionelle grønlandske torvehuse. 